# Betula sunanensis
Betula sunanensis är en björkväxtart som beskrevs av Y.J.Zhang. Betula sunanensis ingår i släktet björkar, och familjen björkväxter. Inga underarter finns listade.